# Баранник Антон Іванович
Антон Іванович Баранник (нар. 1910, село Спаське, тепер Новомосковського району Дніпропетровської області — ?) — український радянський діяч, сталевар мартенівського цеху Дніпропетровського трубопрокатного заводу імені Карла Лібкнехта Дніпропетровської області. Депутат Верховної Ради СРСР 5-го скликання.

## Життєпис
Народився 1910 року в селянській родині. Освіта неповна середня.
З 1929 по 1931 рік працював робітником на заводах імені Петровського та імені Артема міста Дніпропетровська. У 1931—1932 роках — кантувальник мартенівського цеху Дніпропетровського трубопрокатного заводу імені Карла Лібкнехта.
У 1932—1934 роках — у Червоній армії. Закінчив полкове училище, служив помічником командира взводу прикордонних військ ОДПУ СРСР.
Член ВКП(б) з 1932 року.
У 1934—1937 роках — підручний сталевара, у 1937—1941 роках — сталевар Дніпропетровського трубопрокатного заводу імені Карла Лібкнехта.
У 1941—1946 роках — в Червоній армії, учасник німецько-радянської війни. Воював на Південному фронті, де у серпні 1941 року зазнав важкого поранення і рік лікувався в госпіталі міста Кисловодська. З березня 1942 року служив у танковій бригаді, воював під Сталінградом. Знову зазнав поранення і до 1943 року лікувався в госпіталі міста Саратова.
У 1944 році закінчив Саратовське військове піхотне училище РРФСР. З 1944 по 1946 рік працював викладачем у військовій полковій школі міста Саратова. У 1946 році демобілізувався із армії.
У 1946—1948 роках — парторг сільського партійного осередку, завідувач тваринницьких ферм та завгосп колгоспу «Нове життя» села Спаського Новомосковського району Дніпропетровської області.
З 1948 року — сталевар мартенівського цеху Дніпропетровського трубопрокатного заводу імені Карла Лібкнехта Дніпропетровської області.
Потім — на пенсії. Помер.

## Звання
- молодший лейтенант

## Нагороди
- орден Трудового Червоного Прапора (19.07.1958)
- ордени
- медаль «За трудову доблесть»
- медаль «За трудову відзнаку»
- медалі
- звання «Почесний металург»